# Лотоцький Антін Львович
Анті́н Льво́вич Лото́цький (13 січня 1881, с. Вільховець, нині Тернопільський район, Тернопільська область — 28 травня 1949, Львів) — український громадський діяч, учасник національно-визвольних змагань 1914–1920 років, активний діяч Пресової Кватири Українських Січових Стрільців, учитель Рогатинської приватної гімназії, дитячий письменник, журналіст і видавець. Син Лева Антоновича, брат Володимира-Богдана та Михайла Лотоцьких.

## Життєпис
Народився 13 січня 1881 року в селі Вільховець у Галичині (Австро-Угорщина) в родині педагога і письменника Лева Лотоцького. В сім'ї панувала творча атмосфера та український патріотичний дух. Це вплинуло на світогляд хлопчика, сформувало любов до України, до її історії, до свого народу. Змалку почав складати казки, писати оповідання, віршував.
Навчався у Бережанській гімназії, в якій разом із братом Володимиром видавав гумористичний журнал «Небелиці». Під час навчання в гімназії був членом таємного гуртка «Молода Україна». Після гімназії продовжив навчання у Львівському університеті на філософському факультеті, де історичну тему його літературній творчості прищепив український історик Михайло Грушевський. Співпрацював з газетою «Діло».
За студентських часів (1907—1910) з'явилися перші друковані літературні твори А. Лотоцького, які були видані Товариством «Просвіта».
З 1911 року викладав у Рогатинській приватній гімназії. 1912 року, учні та вчителі Рогатинської гімназії здійснили мандрівку «Пішки на гору Маркіяна», присвячену 100-річчю натхненник національного пробудження Галичини Маркіяна Шашкевича. Автором ідеї був директор гімназії Михайло Галущинський. За сім днів (2-8 липня) він, четверо викладачів (Антін Лотоцький, Микола Венжин (Угрин-Безгрішний), Микола Щуровський, Лев Смулка) і дев'ятеро учнів (Іван Верб'яний, В. Воробець, Іван Горянський, Михайло Дорошенко, Стефан Кіржецький, Коритко, Юліан Соколовський, Степан Велитович, В. Дзера) пішки пройшли від Рогатина до Підлисся і назад.

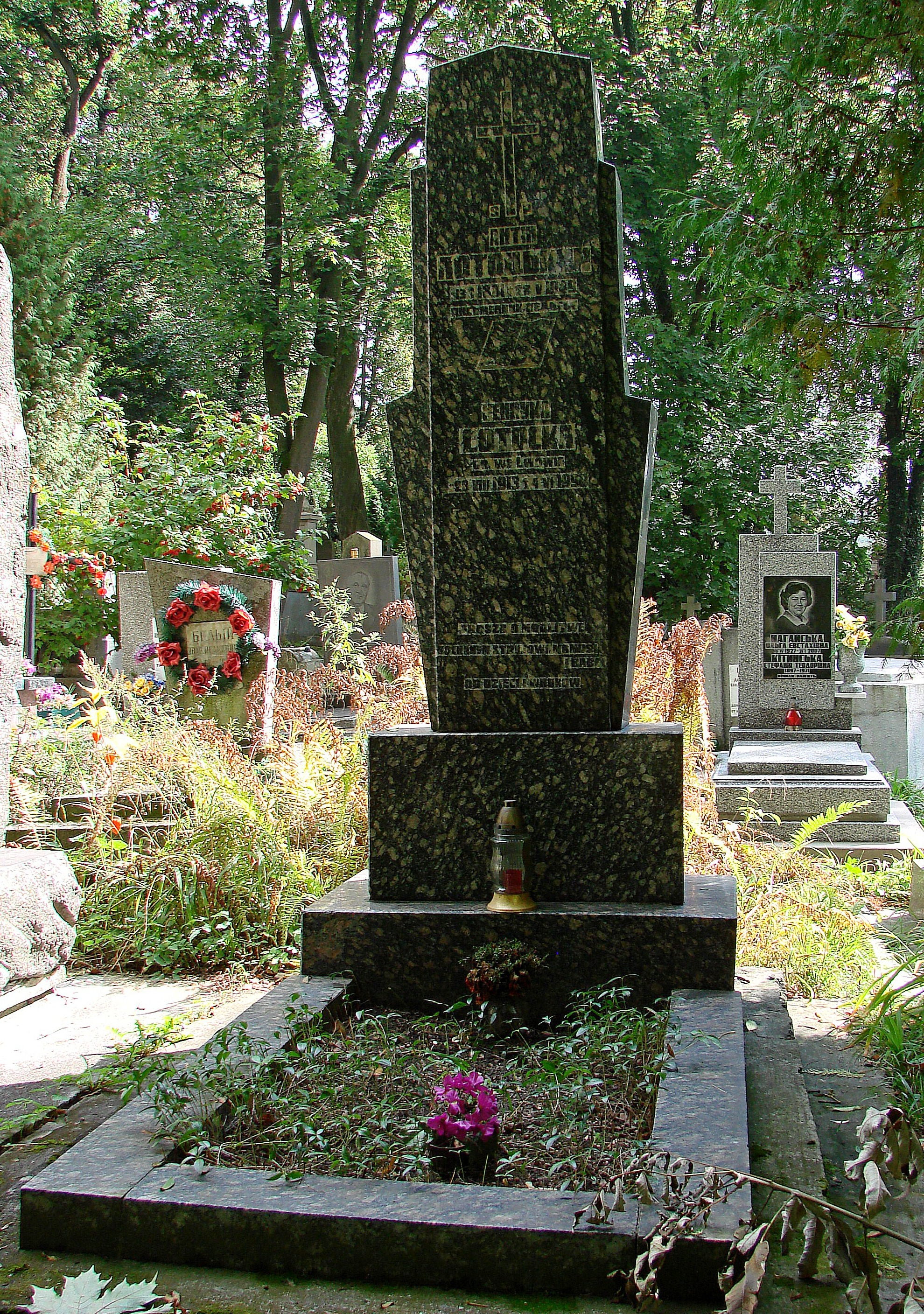
Могила Антіна Лотоцького на 51 полі Личаківського цвинтаря

Після Другої світової війни перебрався до Львова, де мешкав в інтернаті для старих, часто хворів і страждав від голоду. У 1946 році його прийняли до Спілки письменників УРСР, хоча за радянських часів було перевидано лише один його літературний твір – казку «Котигорошок».
Помер у Львові 28 травня 1949 року. Похований на 51 полі Личаківського цвинтаря.

## Творчість

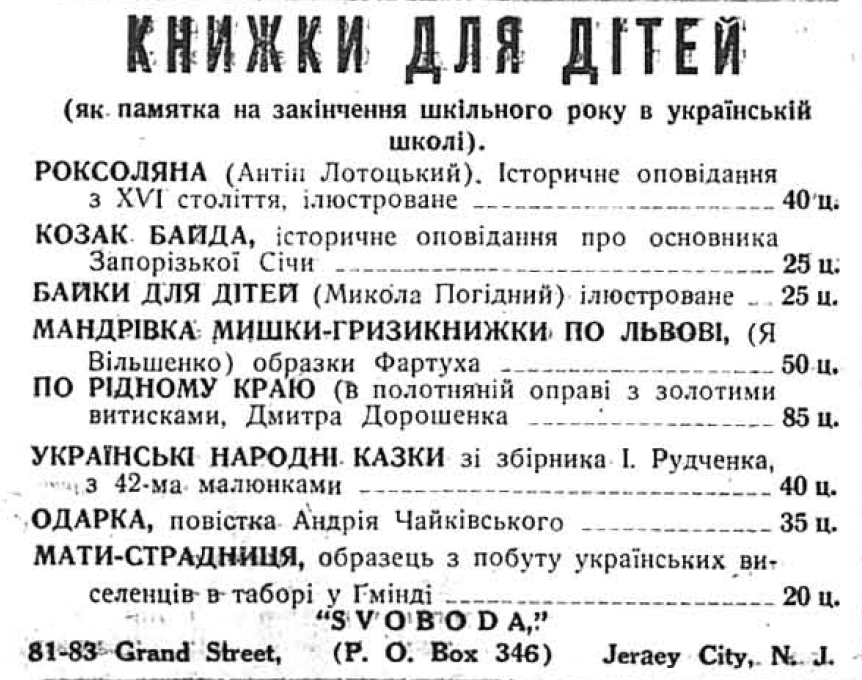
Реклама книжок для дітей, українська щоденна газета «Свобода» (США), № 210, 10 вересня 1937 року

У його доробку близько 13 книг оповідань, сценічних картин, віршів, повістей.
Перші друковані літературні твори побачили світ за сприяння Товариства «Просвіта» — «Цвіти з поля» (1907), «Ведмедівська попівна» (1909), історична повість з часів Хмельниччини «Триліси» (1910). У творах проявилося життєве кредо молодого письменника — розповідати дітям про події героїчної та складної історії українського народу, виховувати любов до рідного краю.
Разом з М. Угрином-Безгрішним видав «Коротку граматику української літературної мови» (1936).
У 1930-х роках твори Антона Лотоцького поширювались серед української діаспори, зокрема у США через українську газету «Свобода» (наприклад, книжки для дітей «Роксоляна», «Козак Байда», «Мандрівка Мишки-Гризикнижки по Львові»).

### Видання
- Лотоцький А. Браві хлопці [Архівовано 23 листопада 2021 у Wayback Machine.]: Оповідання. — Краків: Українське Видавництво, 1942. — 85 с.
- Лотоцький А. Ведмедівська попівна [Архівовано 26 листопада 2021 у Wayback Machine.]: Історичне оповідання. — Фельдкірх: Заграва, 1946. — 24 с. (Популярна бібліотека, кн. 2)
- Я. Вільшенко Швець Копитко і Качур Квак [Архівовано 30 листопада 2021 у Wayback Machine.]: казка про шевчика Копитка та про качурика Квака. 2-е вид. — Н. Й.: Говерля, 1952. — 32 с.
- Я. Вільшенко Чорнокнижник з Чорногори: віршоване оповідання для дітей. 2-е вид. — Н. Й.: Говерля, 1957. — 71 с.
  - Я. Вільшенко Чорнокнижник з Чорногори: з образками А. Манастирського. — Харків; Київ: Видавець Савчук О. О.; Бібліотека українського мистецтва Катерини Лебедєвої, 2016. — ХІІ, 72 с.
- Лотоцький А. На світанку: Лєґендарне оповідання про початки Києва. — Нью-Йорк : Говерля, 1959. — 64 с.
- Я. Вільшенко Мандрівки Мишки Гризикнижки [Архівовано 26 листопада 2021 у Wayback Machine.]. Нью-Йорк: Говерля, 1962. — 128 с.
- Я. Вільшенко Перша кривда [Архівовано 16 жовтня 2020 у Wayback Machine.]: Сценічна картина в 1 дії з життя Тараса Шевченка. — Нью-Йорк: Говерля, 1962. — 16 с.
- Лотоцький А. Езоп: пригоди Езопа, грецького байкаря. — Н. Й.: Говерля, 1956. — 48 с.
- Лотоцький А. Пастушок з Назарету: оповідання з дитячих літ Ісуса Христа [фотопередрук]. — Н. Й.: Говерля, 1960. — 60 с.
- Лотоцький А. Кирило Кожум'яка: народ. переказ. 2-е видання [передрук]. — Н. Й.: Говерля, 1962. — 62 с.
- Лотоцький А.  Історія України для дітей: для дітей середнього шкільного віку. — Львів: Фенікс, 1990. — 239 с.
- Лотоцький А. Історія України для дітей. — Івано-Франківськ: Просвіта, 1991. — 256 с.
- Лотоцький А. Михайло Семиліток. Тоді, як галич на Галич налітала: Оповідання // Древо пам'яті. — К., 1990. — Вип. 1. — с. 221—225, 280—291.
- Лотоцький А. Михайло-семиліток: Оповідання // Позакласне читання. 6 кл. — Тернопіль, 1998. — с. 78—85.
- Лотоцький А. Михайло-семиліток: Для серед. шк. віку. — К.: Школа, 2007. — 252 с.: іл.
- Лотоцький А. Княжа слава: Оповідання; для серед. шк. віку. — Львів: Каменяр, 1991. — 230 с.
- Лотоцький А. Княжа слава: Іст. оповід. — К., 1991. — 47 с.: іл. — (Історія. Пригоди. Фантастика).
- Лотоцький А. Хрест над Дніпром: Історичні оповіді про прийняття віри Христової в Україні. — К.: Соняшник, 1991. — 64 с., тираж 115 000. ISBN 5-7707-1484-0, художник Георгій Якутович / відтворення видання видавництва «Світ дитини», Львів, 1938.
- Лотоцький А. Кужіль і меч: Іст. повісті для юнацтва. — Львів: Червона калина, 1991. — 336 с. — (Іст. б-ка «Дзвона». — Ч. 7)
- Лотоцький А. Роксоляна: Іст. оповід. з XVI століття. — Тернопіль: Ред. видав. відділ упр. по пресі, 1991. — 78 с.
- Лотоцький А. У святу ніч; Йорданська вода; Святий Миколай іде; Гість із неба; Хитра Маруся; Таки так…; Славцьо на грибах; Нема диму; За кару; Підсніжничок; Цікаві мишки: Вірші // Рости на щастя України-мами: Галицька читаночка / Упоряд.-ред. Б.Мельничук, Б.Проник. — Тернопіль, 1991. — с. 13, 16, 24, 25, 26, 115, 155, 186.
- Лотоцький А. Козак Байда: Іст. оповід. Стрілецька легенда. — Тернопіль: Ред.-видав. відділ упр. по пресі, 1992. — 122 с.
- Лотоцький А. Мудра володарка: Оповідання // Тернопіль: Тернопільщина літературна. — Тернопіль, 1992. — Вип. 2, ч. 1. — с. 27—29.
- Лотоцький А. Тоді, як галич на Галич налітала: Нарис із 1340—1349 рр. // Убивство князів Бориса і Гліба. — К., 1992. — с. 76-87.
- Лотоцький А. Левада пречистої: Легенди. — Львів: Каменяр, 1993. — 135 с.
- Лотоцький А. Дарусина молитва; Молитва; Молитва до Непорочної Матері Божої: Вірші // Богославень: духовна поезія західноукраїнських авторів / Ред.-упоряд. Б. Мельничук, М. Ониськів. — Тернопіль, 1994. — с. 30—31, 105—106, 235—236.
- Лотоцький А. На Запоріжжя: Оповідання // Український історичний календар'95. — К., 1994. — с. 42—44.

1991 — перевидано збірки історичних оповідань «Княжа слава», «Хрест над Дніпром», повісті «Кужіль і меч». Того ж року з ініціативи тодішнього головного редактора редакційно-видавничого відділу обласного управління по пресі Б. Мельничука у Тернополі було перевидане оповідання А. Лотоцького «Роксоляна».
1992 — перевидано збірку творів «Козак Байда» (крім однойменного, оповідання «Смертне зілля», «Три побратими», стрілецька легенда «Чого червоних маків так багато?»).
«Казка про змія, князівну і Гриця» А.Лотоцького разом з творами Р. Завадовича і Б. Лепкого увійшла до збірки «Три казки» (бібліотека газ. «Селянська доля», 1992).
Ряд віршів для дітей були представлені в читанках «Рости на щастя України-мами» (1991) і «Я дитина українська» (1993), а також в антології духовної поезії західноукраїнських авторів «Богославень» (1994).

## Вшанування пам'яті
Ім'я Антона Лотоцького носить гімназія в м. Снятині вулиця, на якій вона розташована.
У 1993 році вулиця Аджарська у Львові отримала назву на честь Антона Лотоцького. Вулиця переважно забудована одноповерховими будинками 1930-х років, є нові житлові забудови 2000-х років.